# Neferhotep III
Neferhotep III – władca starożytnego Egiptu, Jeden z ostatnich królów XIII dynastii, z czasów Drugiego Okresu Przejściowego.
Prawdopodobnie panowanie rozpoczął około roku 1630 p.n.e. Jednym z nielicznych świadectw o tym królu jest stela odnaleziona w 3. pylonie w Karnaku. Znajduje się na niej tytulatura Neferhotepa. Przedstawiony jest jako król-wojownik, obrońca Teb, ukochany przez swych żołnierzy po raz pierwszy noszący koronę cheperesz - błękitną, będącą oznaką władzy noszoną w czasie działań wojennych. Przedstawienie władcy w wojennej koronie i jako obrońcy Teb, a nie całego Egiptu może oznaczać, iż jego władza nie sięgała poza Tebaidę, co może oznaczać odłączenie się Nubii oraz utratę Delty na rzecz Hyksosów.

## Tytulatura
| G5 |

| G5 |

| M13 | N28 · Y1 · Z2 |

| M13 | N28 · Y1 · Z2 |

| M13 | N28 · Y1 · Z2 |

| M13 | N28 · Y1 · Z2 |

| G5 |

| G5 |

| M13 | N28 · Y1 · Z2 |

| M13 | N28 · Y1 · Z2 |

| M13 | N28 · Y1 · Z2 |

| M13 | N28 · Y1 · Z2 |

| G16 |

| G16 |

| O29 · D36 · Y1 | F9 · X1 · Z4 | A24 |

| O29 · D36 · Y1 | F9 · X1 · Z4 | A24 |

| O29 · D36 · Y1 | F9 · X1 · Z4 | A24 |

| O29 · D36 · Y1 | F9 · X1 · Z4 | A24 |

| G16 |

| G16 |

| O29 · D36 · Y1 | F9 · X1 · Z4 | A24 |

| O29 · D36 · Y1 | F9 · X1 · Z4 | A24 |

| O29 · D36 · Y1 | F9 · X1 · Z4 | A24 |

| O29 · D36 · Y1 | F9 · X1 · Z4 | A24 |

| G8 |

| G8 |

| Y5 · Y1 | HASH |

| Y5 · Y1 | HASH |

| Y5 · Y1 | HASH |

| Y5 · Y1 | HASH |

| G8 |

| G8 |

| Y5 · Y1 | HASH |

| Y5 · Y1 | HASH |

| Y5 · Y1 | HASH |

| Y5 · Y1 | HASH |

| M23 · X1 | L2 · X1 |

| M23 · X1 | L2 · X1 |

| N5 | S42 | S29 | S34 | N17 · N17 |

| N5 | S42 | S29 | S34 | N17 · N17 |

| N5 | S42 | S29 | S34 | N17 · N17 |

| N5 | S42 | S29 | S34 | N17 · N17 |

| M23 · X1 | L2 · X1 |

| M23 · X1 | L2 · X1 |

| N5 | S42 | S29 | S34 | N17 · N17 |

| N5 | S42 | S29 | S34 | N17 · N17 |

| N5 | S42 | S29 | S34 | N17 · N17 |

| N5 | S42 | S29 | S34 | N17 · N17 |

| G39 | N5 |

| G39 | N5 |

| F35 | R4 · X1 · Q3 |

| F35 | R4 · X1 · Q3 |

| F35 | R4 · X1 · Q3 |

| F35 | R4 · X1 · Q3 |

| G39 | N5 |

| G39 | N5 |

| F35 | R4 · X1 · Q3 |

| F35 | R4 · X1 · Q3 |

| F35 | R4 · X1 · Q3 |

| F35 | R4 · X1 · Q3 |